# Brejo do Cruz (ort)
Brejo do Cruz är en ort i Brasilien.   Den ligger i kommunen Brejo do Cruz och delstaten Paraíba, i den östra delen av landet, 1 500 km nordost om huvudstaden Brasília. Brejo do Cruz ligger 201 meter över havet och antalet invånare är 12 424.
Terrängen runt Brejo do Cruz är platt åt nordost, men åt sydväst är den kuperad. Brejo do Cruz är det största samhället i trakten.
Omgivningarna runt Brejo do Cruz är huvudsakligen savann. Runt Brejo do Cruz är det ganska glesbefolkat, med 28 invånare per kvadratkilometer.